# Auditório Nacional

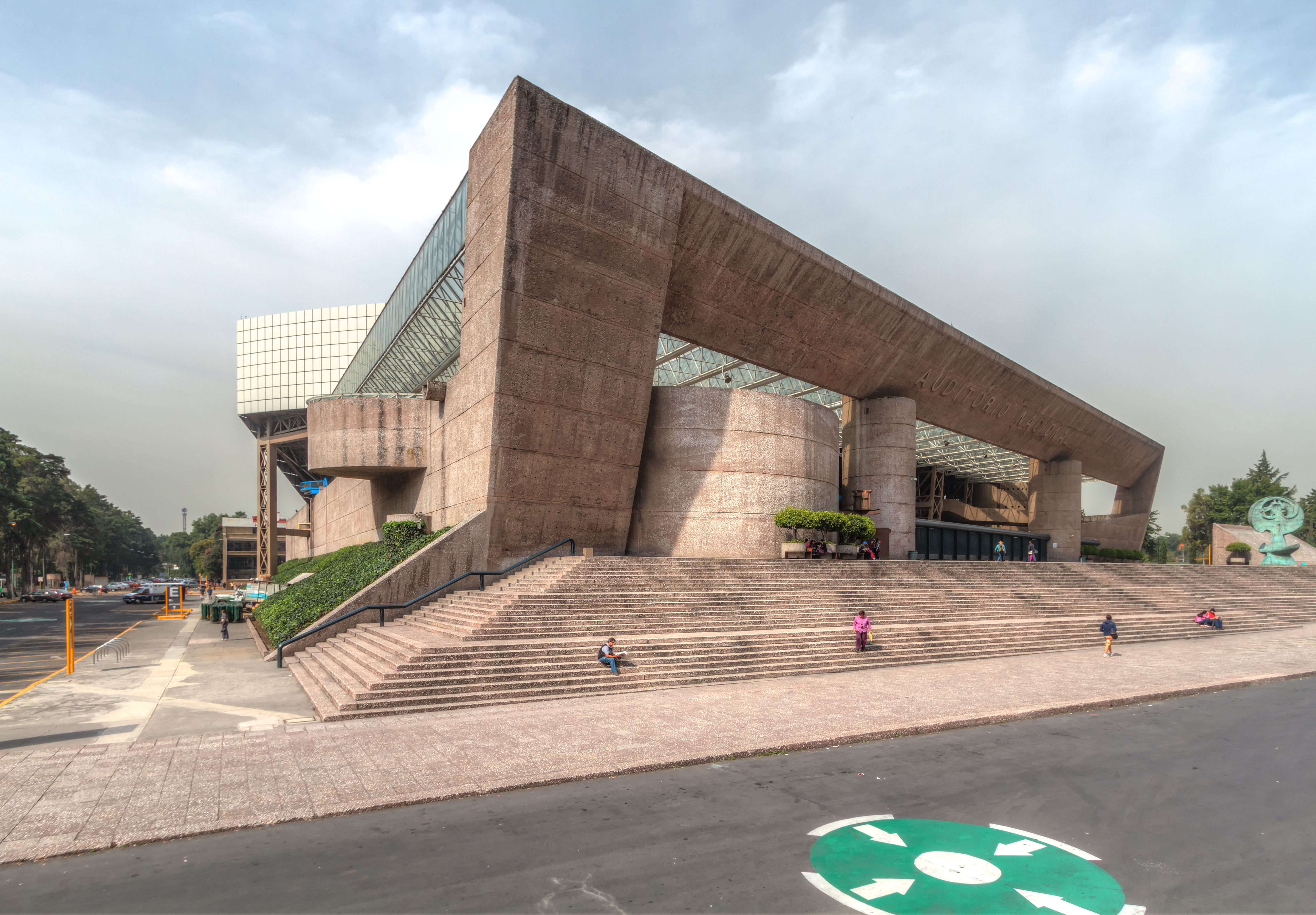
Fachada principal do centro de espetáculos "Nacional".

O Auditório Nacional é um centro de espetáculos mexicano localizado em Chapultepec, Cidade do México e é centro de performances famosas com criação de Miguel Alemán Valdés.Antigamente foi construído um circo e foi aí a origem do Auditório Nacional.

## Gravações
Em uma grande multidão com cerca de 19 mil pessoas no Auditório Nacional, foi gravado o DVD/CD Viva Tour (álbum) - Thalía	26 e 27 de abril de 2013.